# Homo cepranensis
Homo cepranensis — пропонована назва для виду триби гомініни, відкритого в 1994 році тільки по черепній кришці. Скам'янілість була виявлена археологом Італо Біддітту і отримала назву «людина з Чепрано» по розташованому поруч місту італійської провінції Фрорізоне, 89 км на південний схід від Риму.
Вік скам'янілості знаходиться в межах від 350 до 500 тис. років. Суміжну ділянку, Фонтана Рануччо, було датовано 487000 ± 6000 років, а Маттоні та ін. припускають, що найбільш правдоподібний вік «людини з Чепрано» — 450000 років. Особливістю цієї черепної кістки є те, що вона містить суміш ознак Homo erectus і більш пізніх видів, таких як Homo heidelbergensis, котрий домінував в Європі, до Homo neanderthalensis. Однак матеріалу для повного аналізу даного виду ще недостатньо.